# 霍夫曼山
81°19′S 85°15′W / 81.317°S 85.250°W
霍夫曼山（英語：Mount Hoffman），是南極洲的山峰，位於埃爾斯沃思地，處於蒂德山西南面3公里的皮里特山南坡，在1958年12月7日由美國探險隊發現和命名，現時由南極條約體系管理。